# 톰스가시쥐
톰스가시쥐 또는 중앙아메리카가시쥐(Proechimys semispinosus)는 가시쥐과에 속하는 남아메리카 설치류이다. 온두라스부터 에콰도르까지 분포한다. 국제 자연 보전 연맹(IUCN)이 보존등급을 "관심대상종"으로 분류하고 있다.

## 특징
톰스가시쥐는 머리부터 몸까지 길이가 220~280mm, 꼬리 길이가 175~192mm로 대형 설치류이다. 머리는 가늘고 길며, 돌출된 눈과 곤두서고 좁은 귀가 특징적이다. 밤에는 눈이 붉은 빛을 낸다. 발은 길고, 강한 발톱을 갖고 있다. 등 쪽의 털은 윤기가 나며 가시가 섞여 있지만 야생에서는 눈에 잘 뜨이지 않는다. 상체 부분은 불그스레한 갈색이지만 하체는 흰색이다. 꼬리는 거의 털이 없고 윗 부분은 불그스레한 갈색이나 아랫면은 희다. 발견된 톰스가시쥐의 약 20%가 꼬리가 없다. 같은 크기의 갑옷쥐와 혼동을 일으킬 수 있지만 갑옷쥐의 주둥이가 더 길고 눈이 작으며 밤에 눈이 덜 반사한다. 다른 육상성 설치류는 상당히 작고, 몸길이보다 더 긴 꼬리를 대부분 갖고 있다. 핵형은 2n=30, FN=50~54이다.

## 아종
- P. s. burrus Bangs, 1901
- P. s. calidior Thomas, 1911
- P. s. centralis (Thomas, 1896)
- P. s. colombianus Thomas, 1914
- P. s. goldmani Bole, 1937
- P. s. ignotus Kellogg, 1946
- P. s. panamensis Thomas, 1900
- P. s. rosa Thomas, 1900
- P. s. rubellus Hollister, 1914
- P. s. semispinosus (Tomes, 1860)

## 계통 분류
다음은 땅가시쥐속의 계통 분류이다.
|  | 긴꼬리가시쥐, 짧은꼬리가시쥐, 에콰도르가시쥐 |
|  |                                              |
|  | 퀴비에가시쥐                                 |
|  |                                              |

|  | 가드너가시쥐, 패튼가시쥐 |
|  |                          |
|  | 쿨리나가시쥐             |
|  |                          |

|  | 긴꼬리가시쥐, 짧은꼬리가시쥐, 에콰도르가시쥐 |
|  |                                              |
|  | 퀴비에가시쥐                                 |
|  |                                              |

|  | 가드너가시쥐, 패튼가시쥐 |
|  |                          |
|  | 쿨리나가시쥐             |
|  |                          |